# Delta (Film)
Delta ist ein ungarisches Filmdrama von Kornél Mundruczó aus dem Jahr 2008 mit Orsolya Tóth und Félix Lajkó, der auch die Filmmusik komponierte. Der Film wurde in Rumänien gedreht und handelt von einer inzestuösen Beziehung der beiden Geschwister. 

## Handlung
Der junge Mihail hat viele Jahre in der Stadt in einem Zoo als Tierpfleger gearbeitet und eine bescheidene Summe Geld angespart. Nun kehrt er in sein Heimatdorf am Schwarzen Meer zurück, um dort zu leben. Sein erster Weg führt ihn in das Haus seiner Mutter, die dort mit einem neuen Partner in einfachen Verhältnissen lebt und eine kleine Gaststätte betreibt. Mihail trifft dort auch erstmals auf seine Schwester Fauna, die ebenfalls in dem kleinen Haus lebt. Der Freund der Mutter steht Mihail skeptisch und ablehnend gegenüber. Da in dem Haus kein Platz für ihn ist, zieht er in die kleine Fischerhütte seines verstorbenen Vaters, die abseits des Dorfs an einem idyllischen Seitenarm der Donau gelegen ist.
Fauna freundet sich schnell mit ihrem verlorenen Bruder an und verbringt zunehmend mehr Zeit mit ihm – sehr zum Argwohn der Dorfbewohner, ihrer Mutter und dessen Freund. Und auch Mihail bekommt die Ablehnung des Dorfes zu spüren. Er lässt sich dennoch nicht von seinem Plan abbringen, sich in seiner alten Heimat niederzulassen und kauft eine größere Menge Holz, um auf dem Wasser ein Haus auf Stelzen zu errichten. Fauna hilft ihm dabei und sie beschließen, dort zusammen einzuziehen.
Das Dorf ist ob dieser Pläne in großer Aufruhr; der Druck auf Mihail und Fauna wächst, doch die beiden arbeiten weiter an ihrem Holzhaus. Als Fauna zu Hause auszieht, kommt es zu einem Streit mit dem Freund ihrer Mutter. Auf dem Weg zu Mihail zerrt er sie hinter ein Gebäude und vergewaltigt sie. Fauna findet in Mihails Fischerhütte Unterschlupf und wird von ihm gepflegt. Die beiden nähern sich vorsichtig an.
Faunas Onkel, der auch im Dorf lebt, will den Kontakt zu seiner Nichte nicht abbrechen lassen und hilft den beiden beim Bau des Hauses. Er schenkt Mihail unter anderem auch eine Reuse für den Fischfang. Fauna lebt fortan bei Mihail und die beiden arbeiten weiter an dem Gebäude. Eines Tages fängt Mihail eine große Anzahl Fische. Er fährt in das Dorf und will Faunas Mutter und ihren Freund zum Essen einladen. Die beiden lehnen ab, woraufhin er die übrigen Bewohner der Gaststätte zu sich einlädt. Viele der Angesprochenen kommen und feiern ausgelassen den großen Fang. Als Fauna zum Neubau gehen will, wird sie von drei jungen Männern aus dem Dorf verfolgt. Ihnen gefällt es ebenfalls nicht, dass sie bei Mihail wohnt. Auf dem Steg zum Haus kommt es zu einem erneuten Übergriff. Mihail hört die ihre Schreie und will Fauna helfen. Doch er wird von den Männern mit einem Messer tödlich verletzt und stürzt ins Wasser.

## Kritik
Julien Welter bezeichnet auf arte den Film als das „zweifellos heiterste“ Werk Mundruczós. Er lobt den „beschaulichen Augenblick“, mit der der Regisseur das Paar bei der handwerklichen Arbeit filmt. Gleichzeitig ist der Film aus seiner Sicht „niemals stumpfsinnig, sondern stets von größter Sorgfalt erfüllt“. Andere Stimmen kritisieren die „Kargheit und Simplizität der Handlung“. Eddie Cockrel schreibt in der Variety, „dass manche Besucher den Film als unergründlich tiefsinnig empfinden würden, während andere ihn nur als staubtrocken erleben würden“. Die Schweizerische Webseite art-tv kommt zu dem positiven Fazit: „Aufs Wesentliche reduziert fesselt dieses Drama um zwei Aussenseiter vor allem durch das Ungesagte und Unsichtbare.“ und vergibt 4,5 von 5 Filmperlen. Die Zeitschrift cinema urteilte knapp: „abgründig“.
Kino.de fand, der Film sei eine „bedeutungsschwangere, gestenreiche und dialogarme Meditation über das Bedürfnis des Menschen nach einer Rückkehr zur Natur“.

## Auszeichnungen
Der  Spielfilm wurde 2008 in Cannes wird mit dem FIPRESCI-Preis ausgezeichnet. Er erhielt im selben Jahr weiterhin den Don-Quijote-Preis der Féderation Internationale des Ciné-Clubs beim Filmfestival Cottbus, die Goldene Filmrolle sowie den Preis für die beste Musik bei der Ungarischen Filmschau.